# Rotărești, Bihor
Rotărești este un sat în comuna Sâmbăta din județul Bihor, Crișana, România.

## Vezi și
- Biserica de lemn din Rotărești[1]

 Acest articol despre o localitate din județul Bihor este deocamdată un ciot. Puteți ajuta Wikipedia prin completarea lui.

1. ↑  Godea, Ioan (1978). Monumente istorice bisericești din Eparhia română a Oradiei. Bisericile din lemn Biserica Sf Nicolae din Rotărești. Oradea. p. 162 - 163. line feed character în |titlu= la poziția 81 (ajutor)